# ジャック・ラッセル・テリア
ジャック・ラッセル・テリア (Jack Russell Terrier) はイギリス原産の小型のテリア犬種。1800年代、イギリス・デヴォンのジョン・ラッセル牧師がキツネ狩りのために、地中に潜り込める小さな白いテリアを作りだしたのがこの犬種のはじまりである。また、その後、オーストラリアに渡り、飼いやすくするためにウェルシュ・コーギー・ペンブロークと交配し犬種の改良が行われ、短脚でやや温厚になりつつあるのが現在主流のジャック・ラッセル・テリアである。アメリカンケネルクラブではラッセル・テリアとして登録されている。

## 歴史

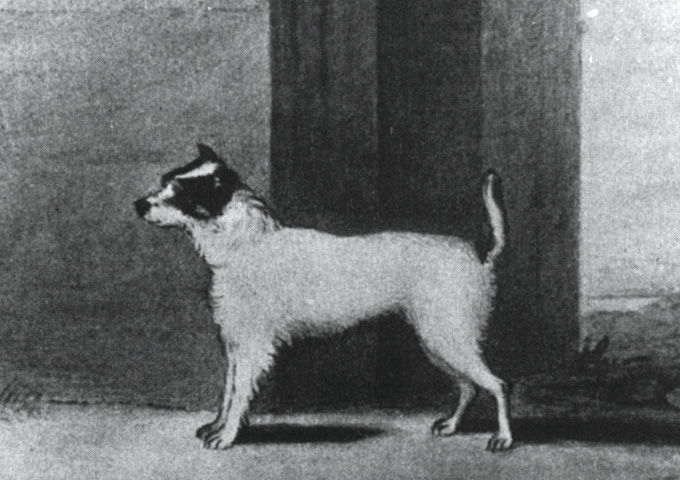
基礎となったトランプ

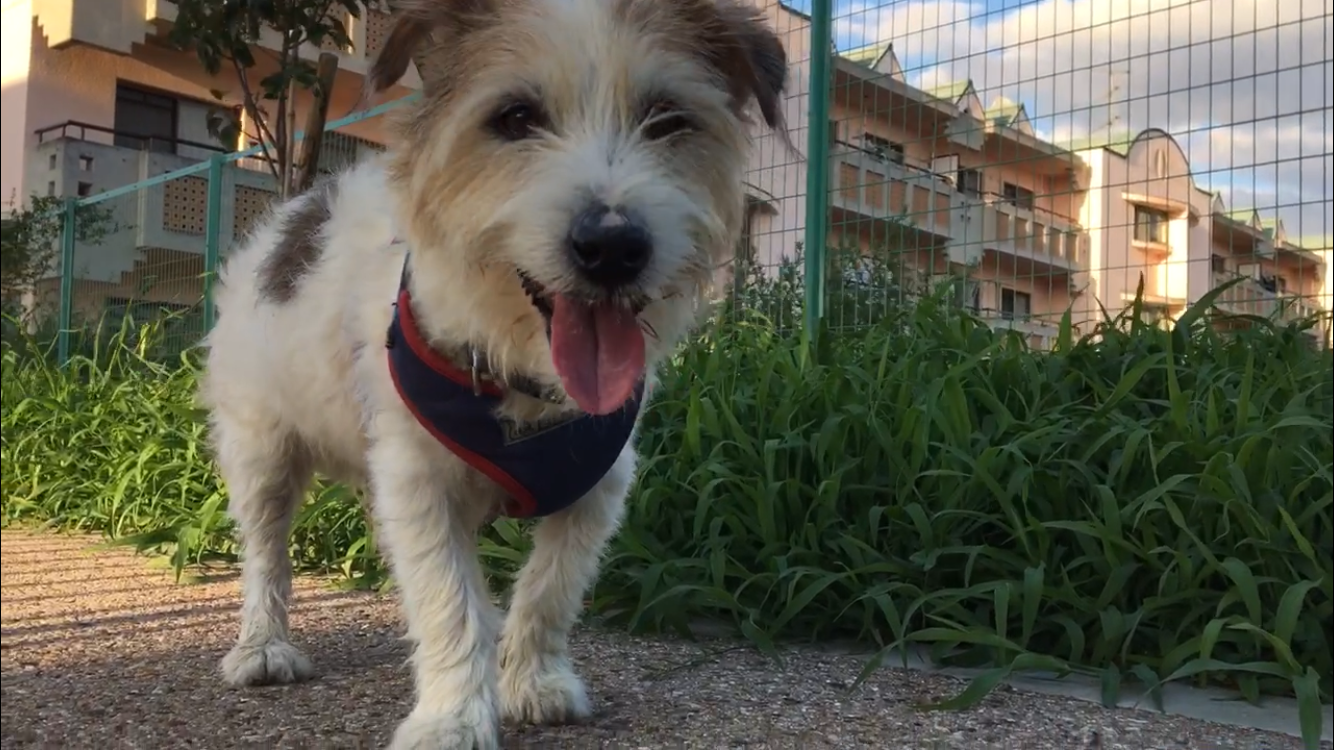

ジャック・ラッセル・テリアは、もともとジョン・ラッセル（ジャック・ラッセル）牧師が生み出した、キツネ狩りのためのテリアである。1819年5月、当時オックスフォード大学の学生であったラッセルは、試験勉強の気晴らしに散歩をしていた際に、牛乳屋が連れていたトランプという名の雌のテリアに出会い、気に入ってその場で買い取った。トランプはワイアー・フォックス・テリアに似ていたが、ブラック・アンド・タン・テリアの血も引いているらしく、短めの脚と幅広の頭部を持っていた。大学卒業後に牧師補となったラッセルは、トランプを基礎に、キツネを巣穴から追い出すことに特化した犬の作出に励んだ。作出に用いられたのはトランプとスムース・フォックス・テリア、ワイアー・フォックス・テリア、ボーダー・テリア、レークランド・テリア、ホワイト・イングリッシュ・テリア、ブラック・アンド・タン・テリア、ダックスフント、ウェルシュ・コーギー・ペンブローク、チェシャ・テリア、ブル・アンド・テリア、オールド・イングリッシュ・ブルドッグなどがある。これらとトランプやその子孫たちを複雑に掛け合わせて本種は作出された。
ラッセルの育てていた犬は、当時は単にフォックス・テリアと呼ばれていたが、狩猟能力が高いことからハンターに評価を受け、1883年の牧師の死後、次第に「ジャック・ラッセル・テリア」と呼ばれるようになった。1894年にパーソン・ラッセル・テリア・クラブ（ラッセル師テリアクラブ）が結成され、犬種の改良・維持が図られた。このクラブでは能力や気質を重視して繁殖され、ダックスフント、ウェルシュ・コーギー・ペンブローク、さまざまな小型犬やテリアとの交配が行われたため、容姿には大きなばらつきがあった。犬種認定の条件は、コートのメインカラーがホワイトであること（誤攻撃や誤射殺をしないように）、能率よく穴にもぐれること、特定のサイズ内であること、シャギーコート（むく毛）でないことなどで、使役に差し支えがなければ外見やコートなどのバリエーションは基本的に容認される。また、ショードッグにされることを嫌い、イギリスのザ・ケネルクラブには登録していない。このイギリスタイプのジャック・ラッセル・テリアは、ペットとして飼育するにはオーストラリアタイプのものに比べ気性面で難があるため、現在はあまり見られなくなっている。
一方、もともとのラッセル牧師が育てていたテリアの容姿を重視して、ショードッグとして繁殖に取り組むグループもおり、その結果確立された犬種がパーソン・ラッセル・テリアである。
ジャック・ラッセル・テリアはイギリス国外にも盛んに輸出され、輸出先でそれぞれ使役しやすいように改良された。特にオーストラリアでは、現地の気候に合わせ、また農場での使役に向くよう改良された。イギリスでは強い雨や雪、寒さなどから身を守ることができないショートコートは敬遠されていたが、気温が高く寒さのないオーストラリアではショートコートが非常に好まれた。また、体高を低めにして穴にもぐりやすくさせるなどの改良もなされ、性格もやや穏やかにして、ドッグショーやペットとしても飼えるようになっている。改良にはウェルシュ・コーギーなどが交配されている。
オーストラリアでは1972年に犬種クラブができ、1990年にオーストラリアのケネルクラブに登録された。そして、このタイプのテリアが、2000年に国際畜犬連盟（FCI）に「ジャック・ラッセル・テリア」として暫定公認された（正式認定は2003年）。なお、アメリカ合衆国のユナイテッドケネルクラブでは2005年にスタンダードの修正が行われ、公認名が「ラッセル・テリア」に改名された。また、アメリカンケネルクラブでは2012年に本犬種を「ラッセル・テリア」として登録した。本種はオーストラリアやアメリカなどで特に人気が高く、害獣の駆除だけではなくペットやショードッグ、スポーツドッグとしても人気が高い。又、近年セラピードッグや聴導犬、介助犬などとして使役できる可能性が見出されている。

## 特徴

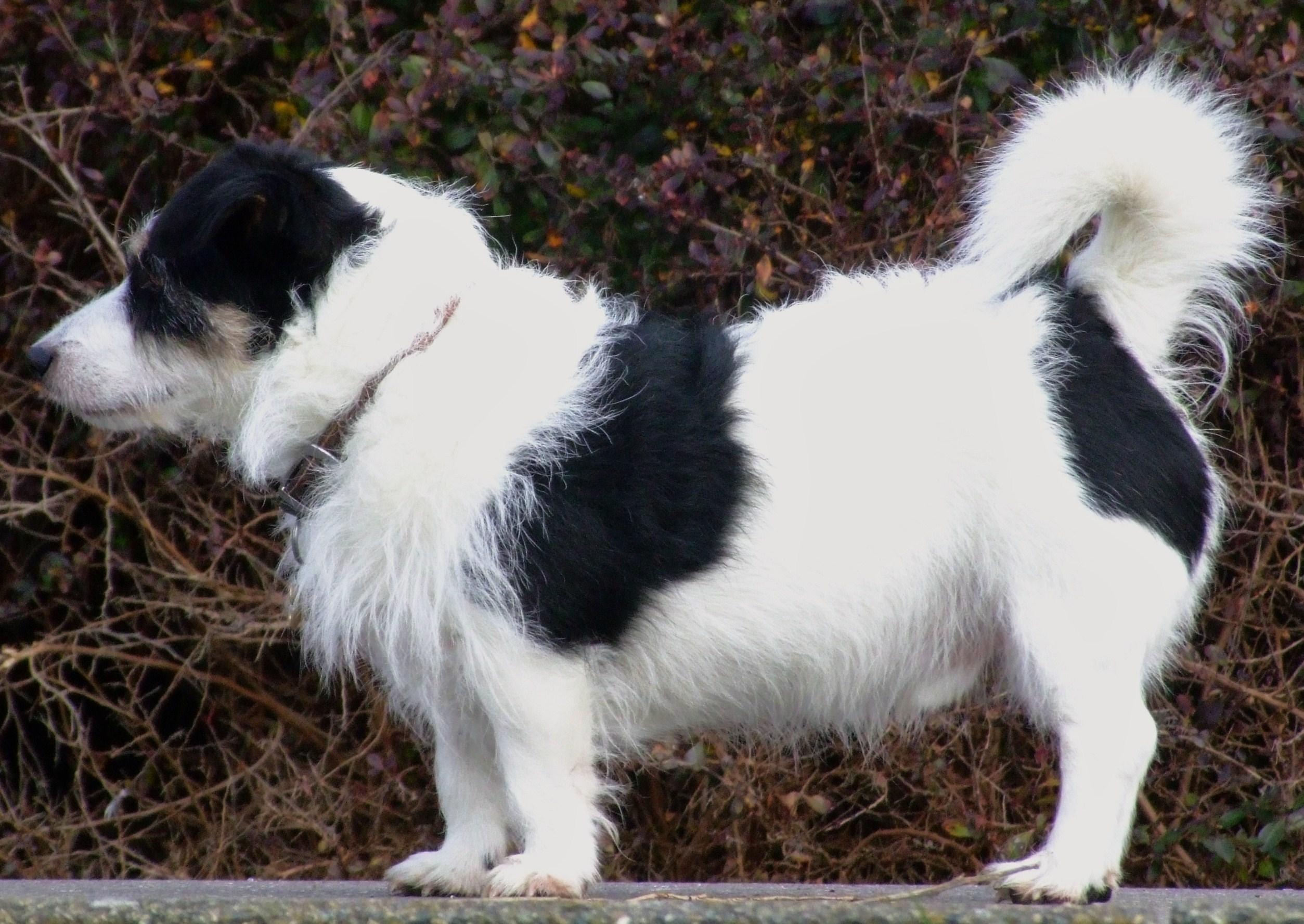
ブロークンコートのジャック・ラッセル・テリア

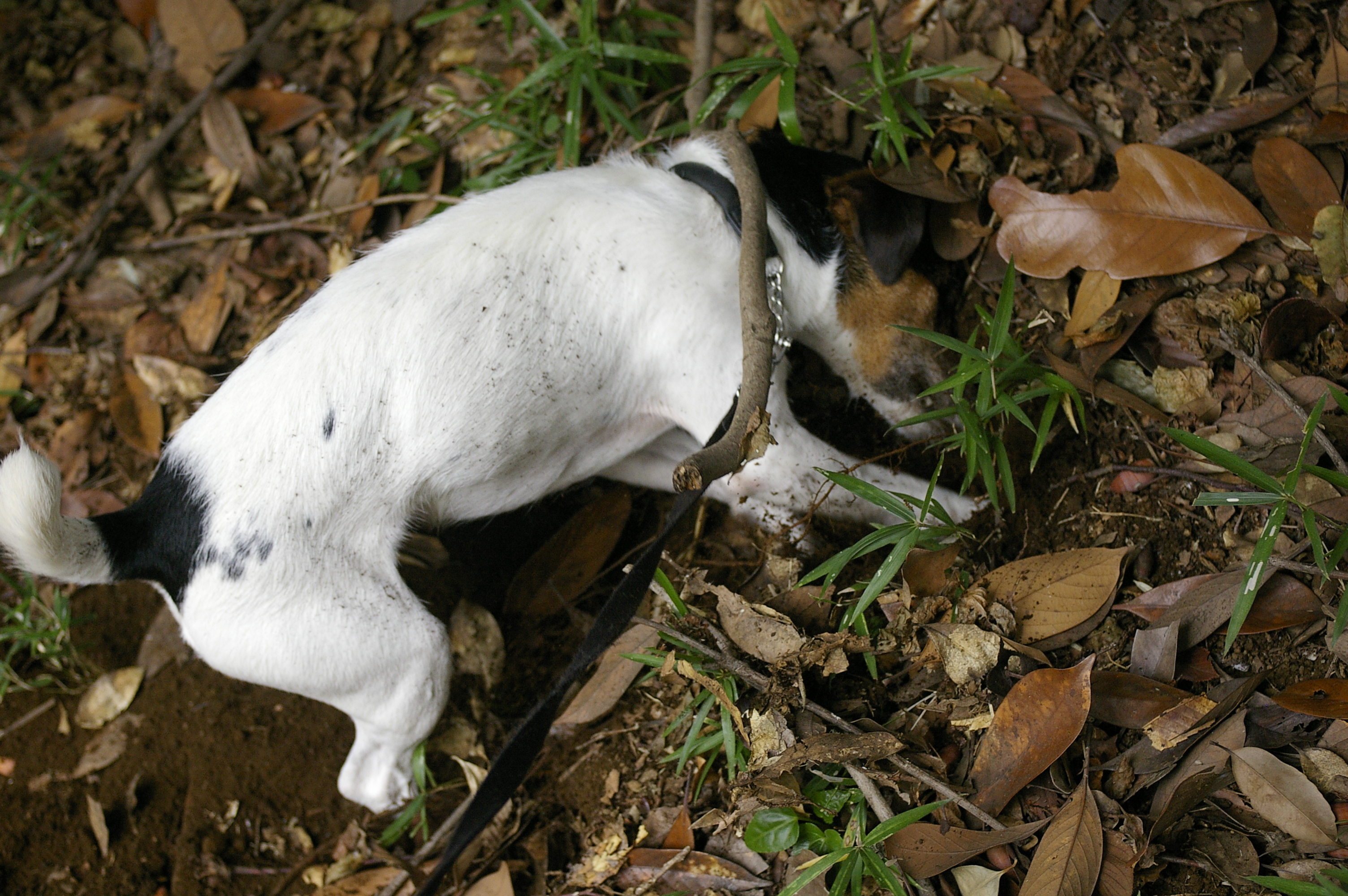
穴を掘るジャック・ラッセル・テリア

ジャック・ラッセル牧師の作出したテリアはもともと能力を重視して作られたために外見にはバリエーションがあった。サイズは各犬種団体のスタンダードによって異なるが、FCIの標準では体高25〜30cmとされる。体重は5cmにつき1kg。つまり体高25cmの犬の体重は約5kg、体高30cmの犬の体重は約6kgとなる。個体差も激しく。4kgに満たない小柄な個体から12kgを超す大柄な個体まで様々である。脚は短めで、比較的小柄である。マズルは短めで、胸はやや深い。頭部は比較的小さめである。耳はボタン耳、尾は垂れ尾だが半分から3分の1程度の長さに断尾されることがある。
被毛は粗く硬い。これは、藪の中や穴の中で作業する際も、小枝や小石などで皮膚にダメージを受けないためだとされる。コートの長さによって、スムース（短毛）、ブロークン、ラフ（長め）の3種類に分かれる。ブロークンとラフの被毛は、オーバーコートが抜けることがあまりないため、プラッキングという、指またはトリミングナイフで死毛を抜いて新陳代謝を促す手入れが必要とされる。まったく抜いていないと、被毛はやがてしなやかさを失い柔らかい印象になってしまう。毛色はブラック＆ホワイト、タン＆ホワイト、ブラック＆タン＆ホワイト（通称トライカラー）。ブリンドルはブル・テリアの血が現れているため不可とされる。ブルー＆ホワイト、ブルー＆タン＆ホワイトはミスカラー。どのカラーにおいても白が優勢でなければならない。
目はアーモンド型の目のものと丸い目のものがいる。色は明るいブラウン。片眼がブルー・アイの個体もいる。眼瞼の色は目の周囲の毛色に準じる。白い毛ならばピンク色の眼瞼、色がついているなら黒。狩猟の現場では穴に潜った犬の尾をつかんで取り出しやすくするため、短くしていたと言われる。それに倣い、もしくは見た目の愛らしさから断尾する場合が多い。現代では動物愛護の観点から断尾していない犬も増えている。断尾する場合は生後1週間前後で行うことが多い。施術は獣医師が行うのが原則だが、ブリーダーが切ることもある。犬が直立したときの耳の高さと同じになるように尾の長さを決めるのが理想だが現状では個々バラバラの長さに切られている。前肢、後肢ともに狼爪が生えているが、断尾の際に一緒に切除する場合もある。
俊敏な動きで、ドッグスポーツの小型犬部門では花形犬種である。十分な運動と、きちんとトレーニングとしつけをすることで、とてもすばらしい家庭犬になる。テリアらしく好奇心旺盛、しかし非常に繊細で気性が荒い。小動物やボールなど動くものには非常に敏感に反応し、それが自動車やバイクまで及ぶこともあるので、事故防止のために幼い頃からのどんなときでも制止または注目させられる訓練が必要である。しかし我慢強い犬ではないため、子供や小動物との接触は咬傷事故が起きないよう特に注意を要する。猫やハムスターなどと一緒に飼育するのは難しい。他の犬ともややけんかっ早いため、犬から目を離さないようにすべきである。猫のようにソファーの背もたれの上で眠ったりする。

## 特有のスポーツ
ジャック・ラッセル・テリアの本来の役割や気質を生かして楽しめるスポーツやイベントが単犬種団体の開催で行われることがある。
ラッセル・レース
マズルと呼ばれる口輪をつけたジャック・ラッセル・テリア数頭で行うレース。1頭ずつ入れられる専用のゲートからルアー（疑似獲物）を追いかけて行うルアーコーシングの一つ。ゴールはわらで作ったキューブを積み上げ、ゴールは1頭だけが通れるようになっており、最初に通り抜けた犬が勝利となる。ルアーは毛皮や白いビニール袋などが用いられ、モーターで巻き取る。興奮した犬が他の犬を傷つけないようマズルを装着する。コースの地形はなだらかな斜面や平地など。
Go To Ground (GTG)
地中に設営されたコースの中を通り、地上のゴールに到達するまでのタイムを競う。実際にキツネ、ネズミ、アナグマなどの動物を使う場合もある。その場合檻で区切られており、動物が傷つけられることはない。テリアらしさが遺憾なく発揮されるゲームである。
その他どんなドッグスポーツ、訓練競技、災害救助犬等においても、健康であれば活躍できる。ドッグスポーツの1つであるフライボールでは、ボーダー・コリーとジャック・ラッセル・テリアの雑種である「ボーダー・ジャック」がよく使われる。

## ジャック・ラッセル・テリアの出演する著名な映画・テレビ番組

### 映画
- 『マスク』 The Mask （1994年） - マイロ役（俳優犬 マックス）
- 『クリムゾン・タイド』 Crimson Tide （1995年） - ラムジー艦長（ジーン・ハックマン）の飼い犬役（俳優犬 ベアー）
- 『マイ・ドッグ・スキップ』 My Dog Skip （2000年） - スキッパー役（子犬期・成犬期・老犬期を複数の犬が演じた）
- 『マスク2』 Son of the Mask （2005年） - オーティス役（俳優犬 ベアー
- 『ぼくとママの黄色い自転車』（2009年） - 主人公大志（武井証）と旅する犬アン役
- 『ホテル・バディーズ ワンちゃん救出大作戦（英語版）』 Hotel for Dogs （2009年） - フライデイ役（俳優犬 コスモ）
- 『人生はビギナーズ』 Beginners （2011年） - 主人公（ユアン・マクレガー）の飼い犬アーサー役（俳優犬 コスモ）
- 『恋人たちのパレード』 Water for Elephants  （2011年） - Queenie役（俳優犬 アギー）
- 『アーティスト』 The Artist （2011年） - ジャック役（俳優犬 アギー）
- 『リリーのすべて』 （2015年） - ヴァッぺ役
- 『ペット』　（2016年）-マックス役
- 『ペット２』 （2019年）-マックス役

### テレビ番組
- 『夢みる小犬 ウィッシュボーン（英語版）』 Wishbone （1995-1998年） - ウィッシュボーン役（俳優犬 サッカー）
- 『ギルティ 悪魔と契約した女』（2010年10月）
- 『朝ビタTV』（2000年4月 - 2006年3月） - マスコットキャラクターちょび太
- 『ワンコ探偵マックス』 Sabuesos （2018年） - マックス役

## ギャラリー

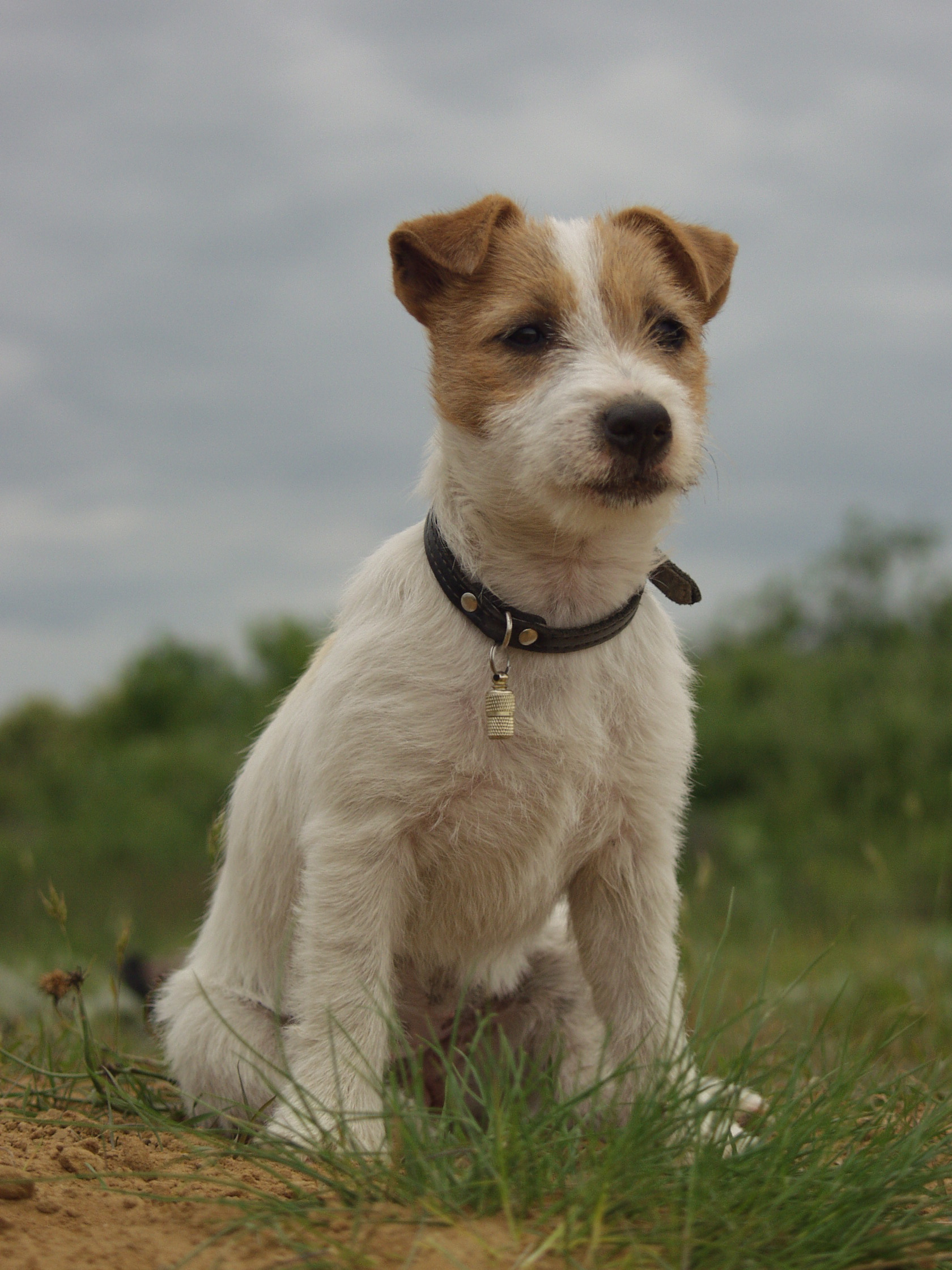
イギリス系
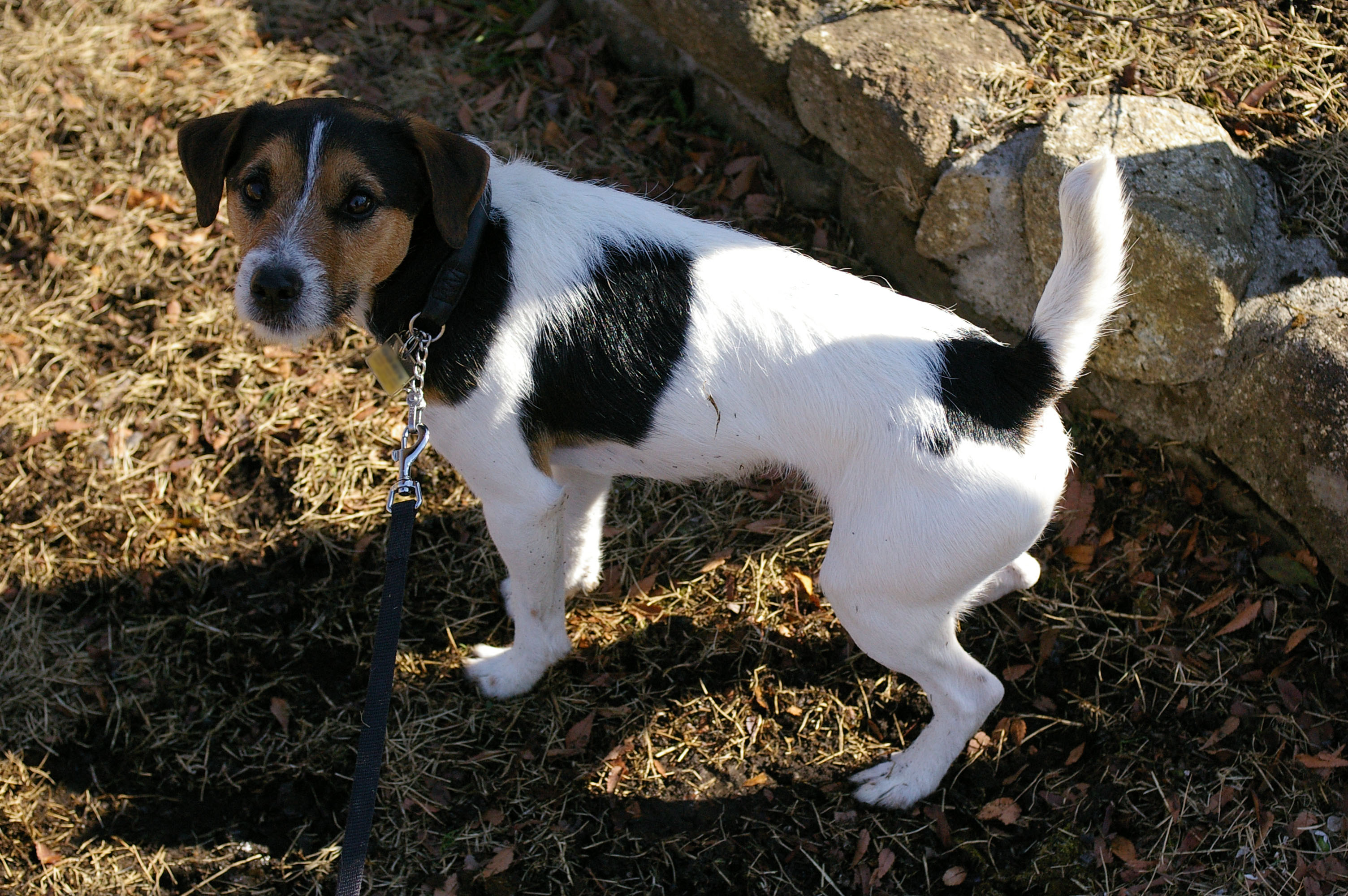
アメリカ系
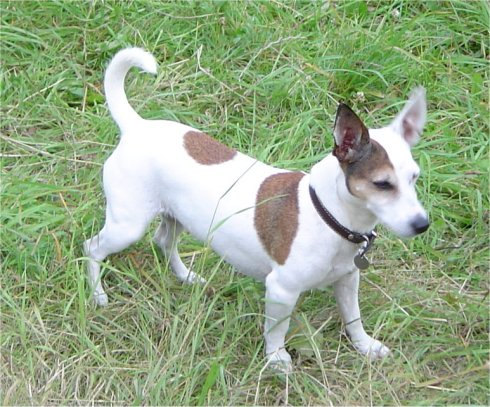
立ち耳のプディングタイプ
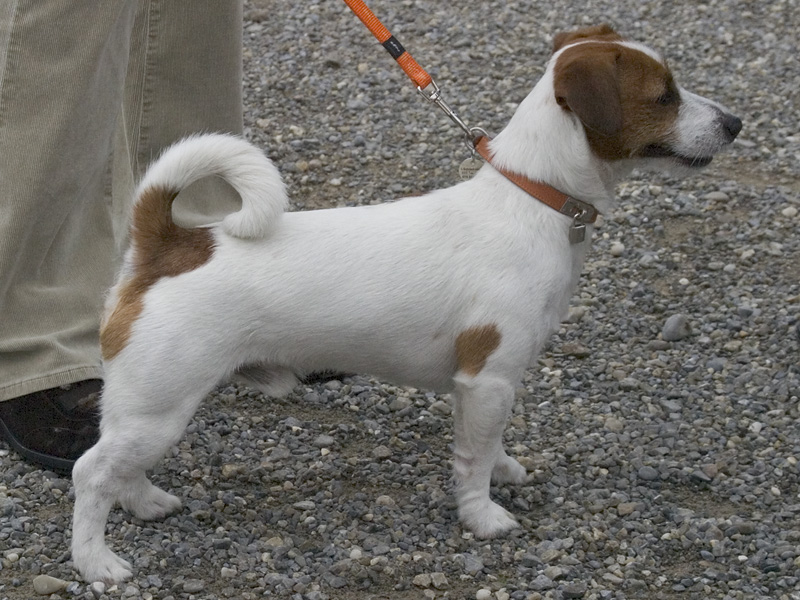
断尾していない個体
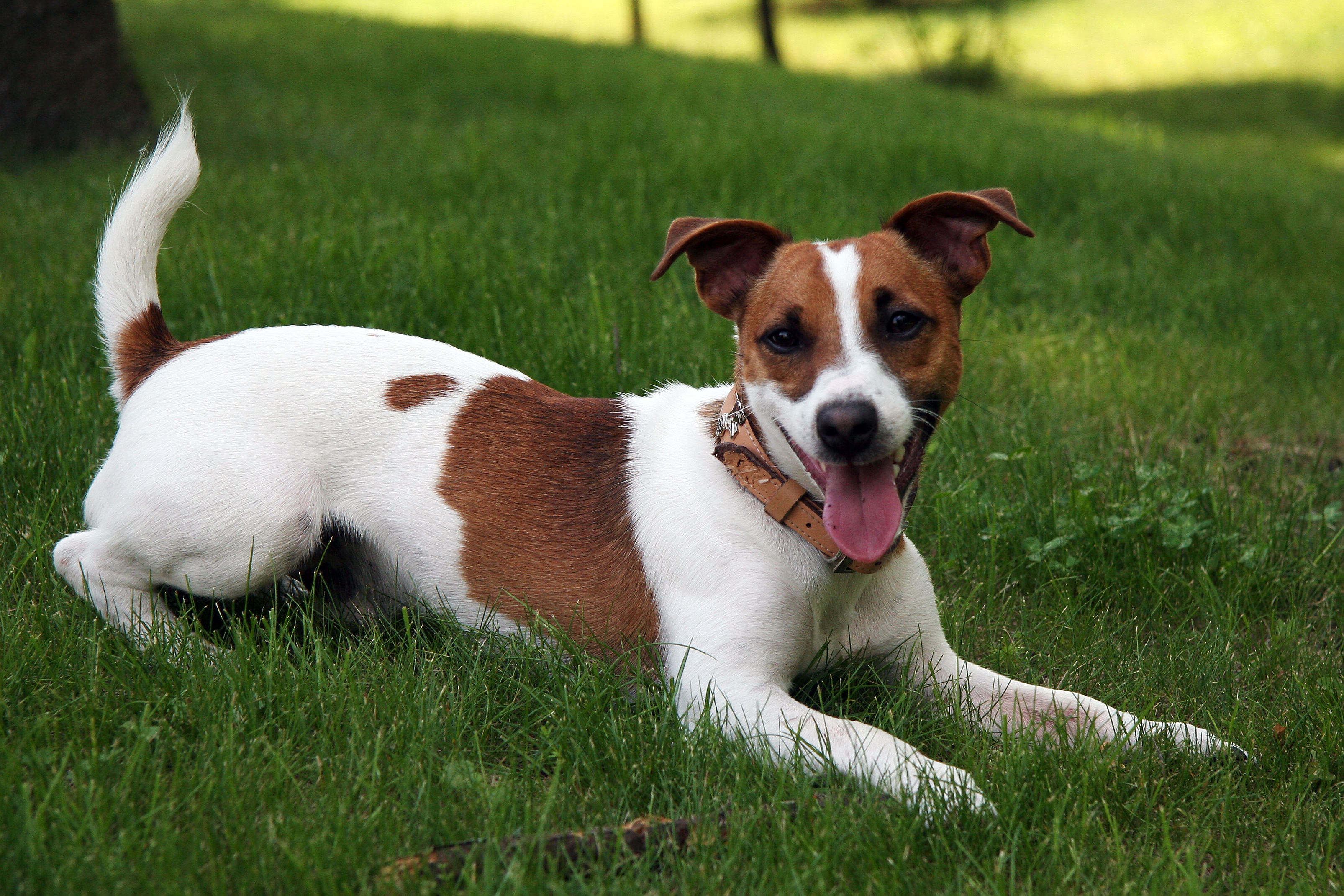
タン＆ホワイト
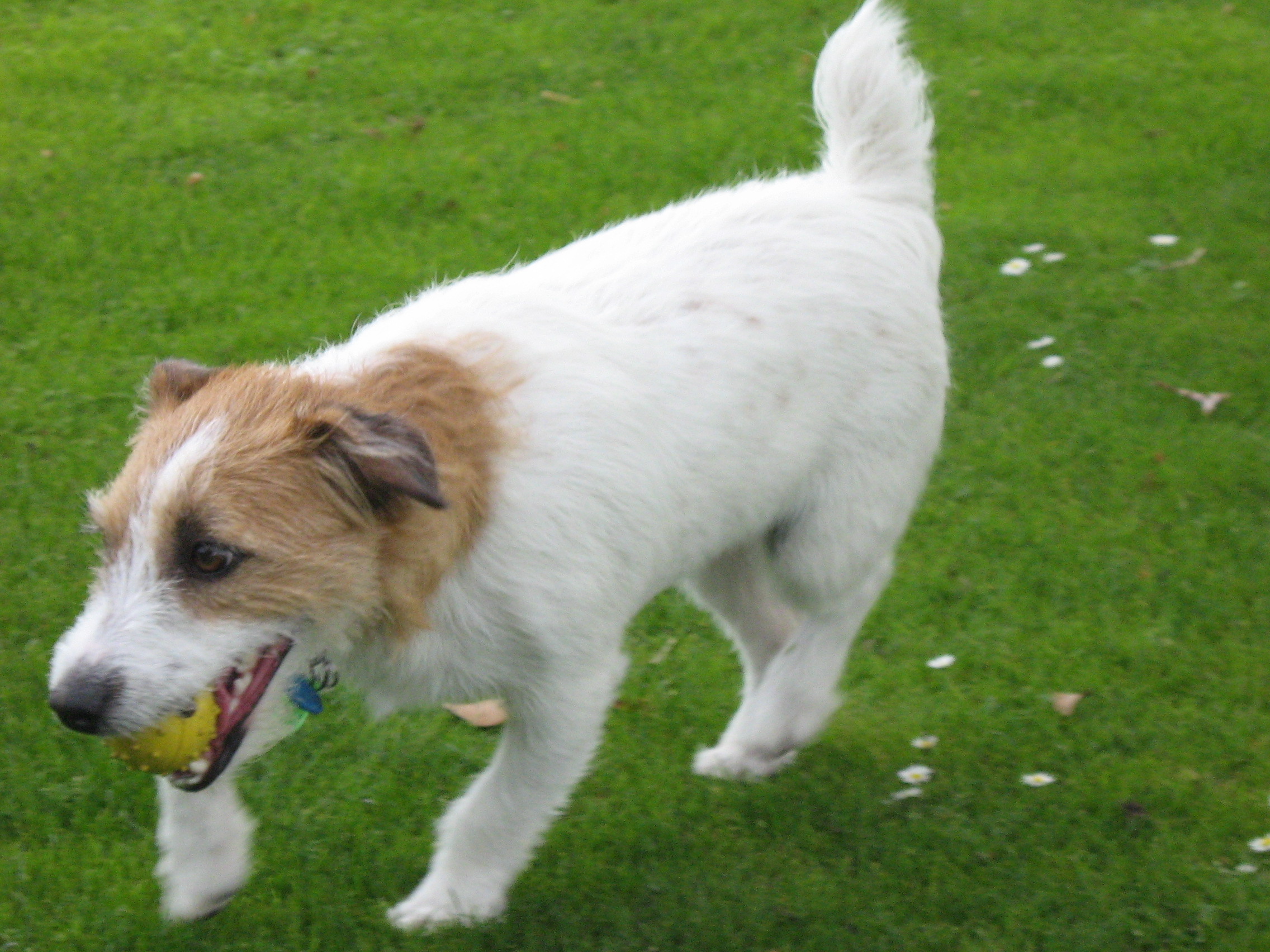
タン＆ホワイト
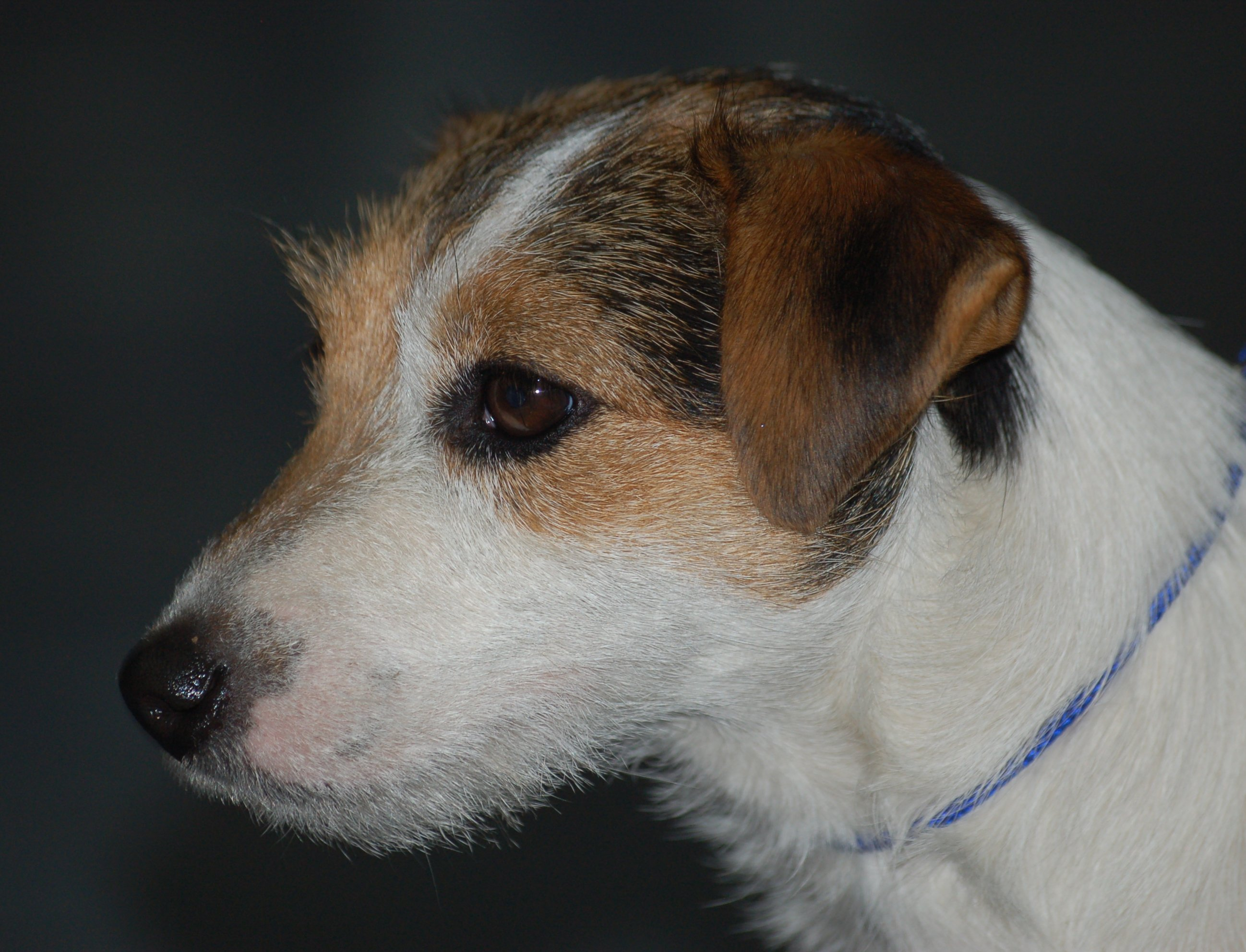
トライカラー
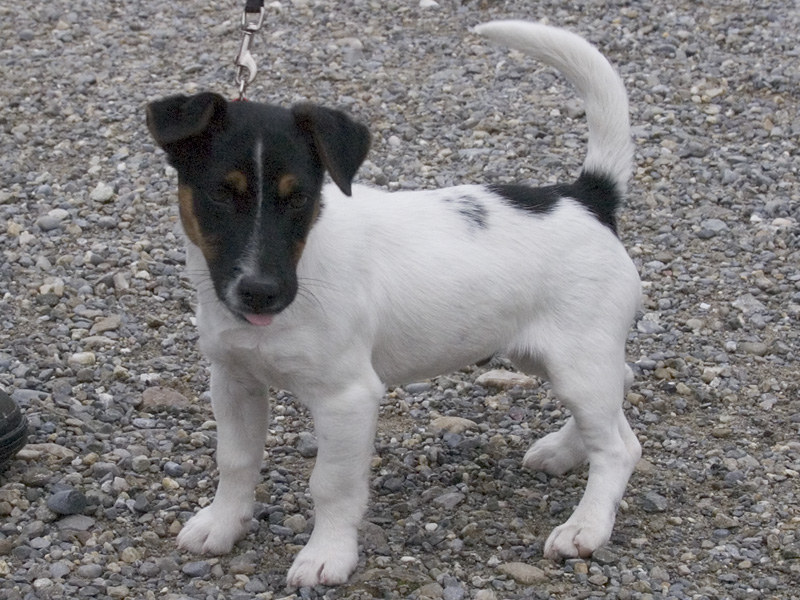
トライカラー
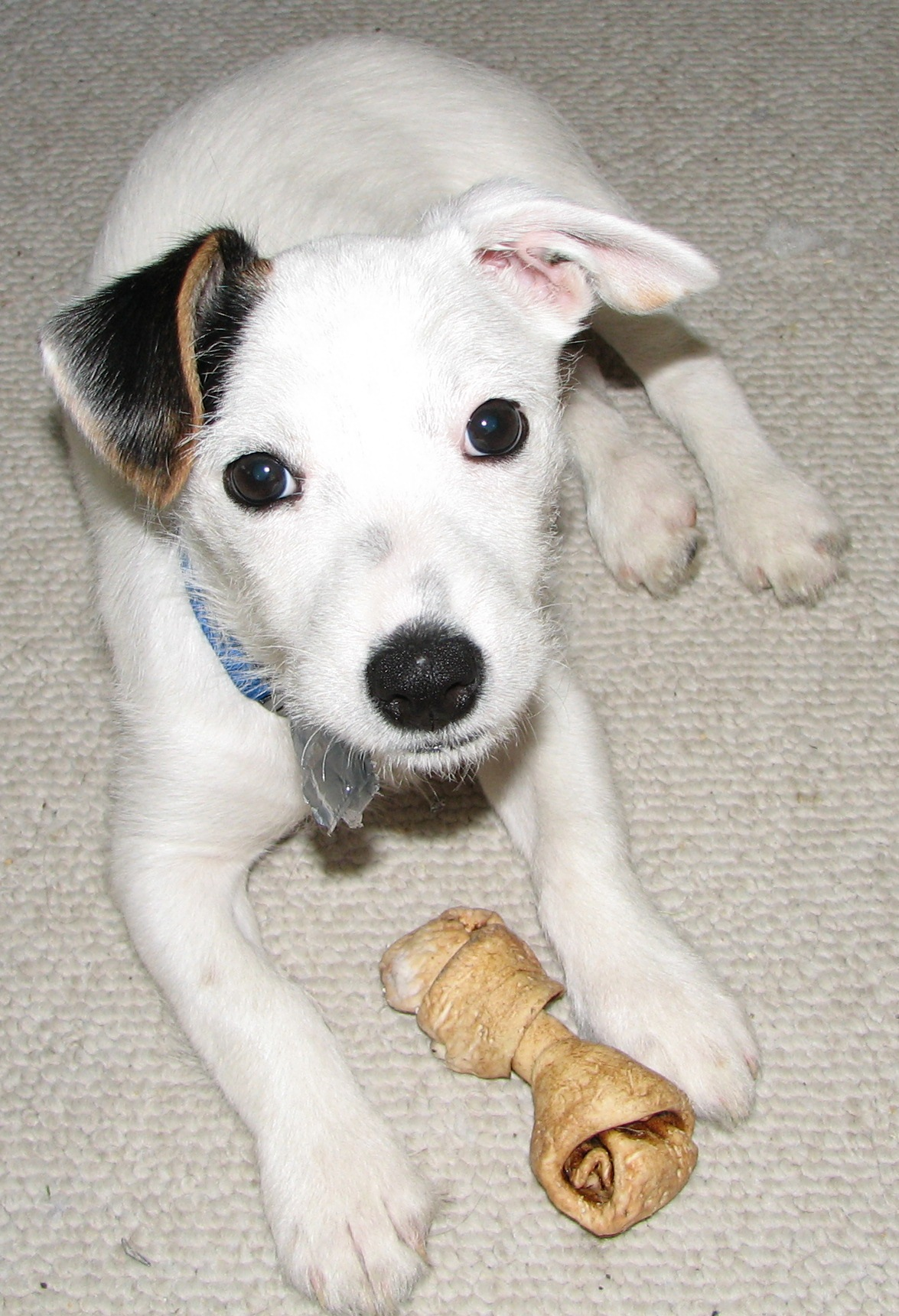
トライカラーの子犬。一見白と黒だが耳の縁にタンの毛色があるのでトライカラーと分かる。加齢するにつれ黒い部分は減り、タンに変わっていくことが多い。
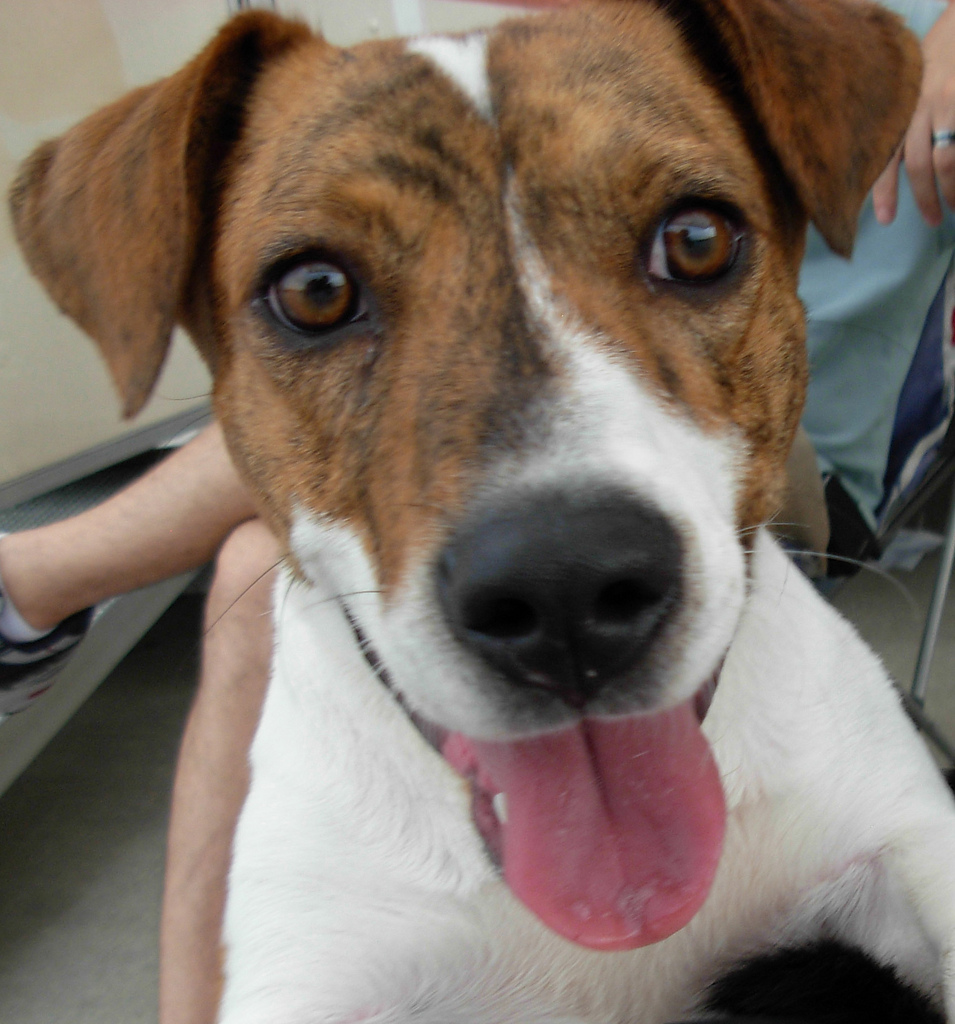
ブリンドル＆ホワイト。縞模様。
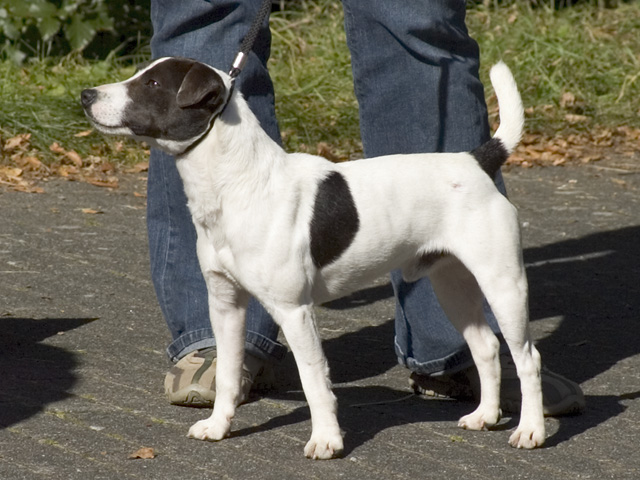
ブルー＆ホワイト（パーソン・ラッセル・テリア）。ブラックのように見えるがグレーの毛色。ブルーも個体により濃淡がある。
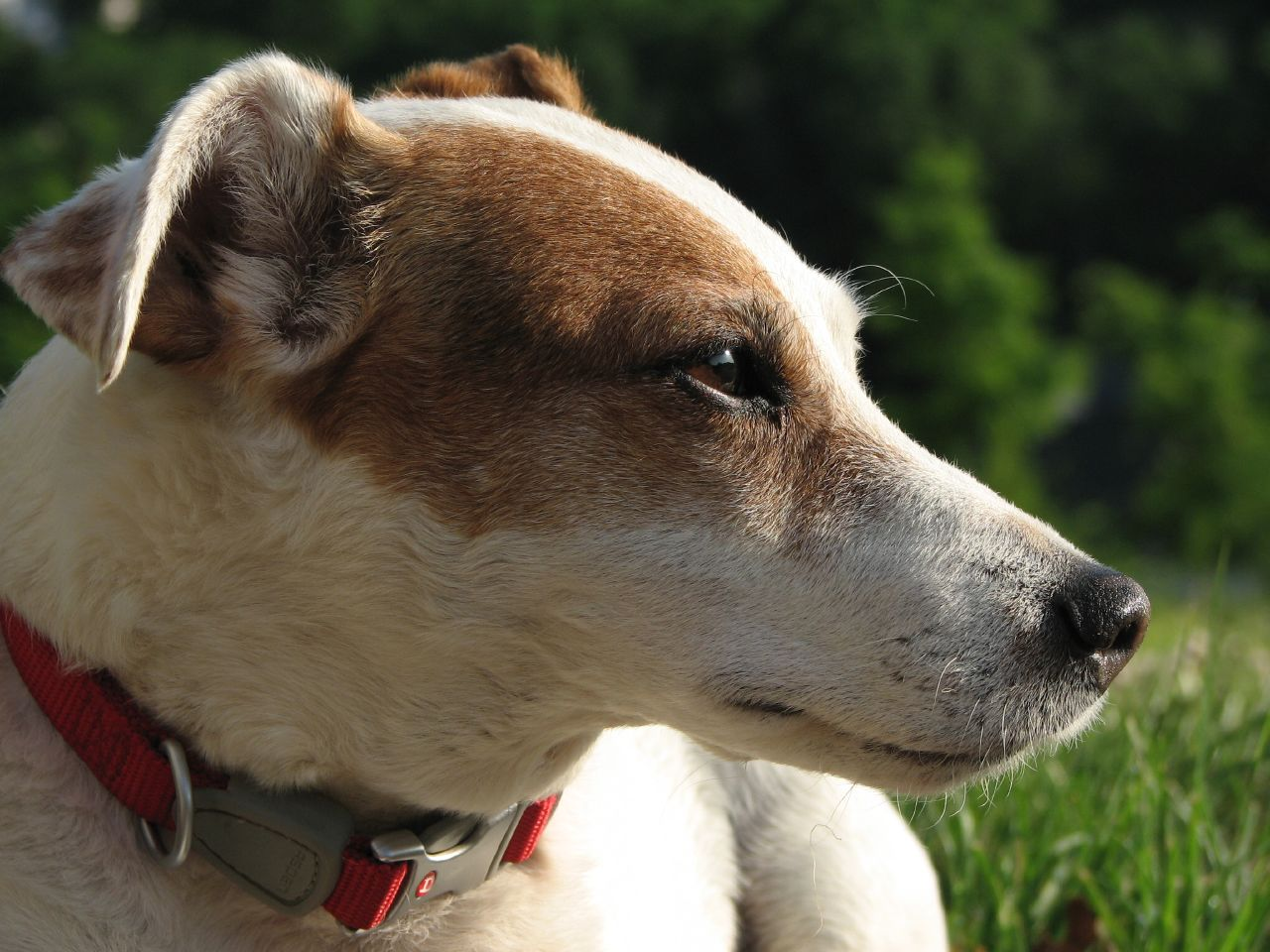
タン＆ホワイト。白髪が増えてきた高齢犬